# Lawrence Demmy
Lawrence Demmy, MBE (ur. 1930 lub 1931, zm. 9 grudnia 2016) – brytyjski łyżwiarz figurowy, startujący w parach tanecznych z Jean Westwood. 4-krotny mistrz świata (1952–1955), dwukrotny mistrz Europy (1954, 1955) oraz 4-krotny mistrz Wielkiej Brytanii (1952–1955).
W 1965 roku Demmy dołączył do Międzynarodowej Unii Łyżwiarskiej (ISU) jako zastępca Komitetu Technicznego Par Tanecznych, zaś w 1967 został członkiem tego komitetu i przewodniczył mu przez 15 lat od 1969 do 1984 roku. W latach 1984–1994 był konsulem ISU, a następnie został wybrany wiceprezesem łyżwiarstwa figurowego na lata 1994–1998. W 1998 roku otrzymał tytuł honorowego wiceprezesa ISU. Ponadto został odznaczony Orderem Imperium Brytyjskiego (MBE – Kawaler orderu) przez Królową Elżbietę II za zasługi dla łyżwiarstwa figurowego.
Miał żonę Pamelę i troje dzieci: córkę Helen oraz synów Richarda i Lloyda.

## Osiągnięcia
Z Jean Westwood
| Zawody                        | 1952           | 1953           | 1954           | 1955           |                |                |                |                |                |                |                |                |                |                |                |                |                |
| Międzynarodowe                | Międzynarodowe | Międzynarodowe | Międzynarodowe | Międzynarodowe | Międzynarodowe | Międzynarodowe | Międzynarodowe | Międzynarodowe | Międzynarodowe | Międzynarodowe | Międzynarodowe | Międzynarodowe | Międzynarodowe | Międzynarodowe | Międzynarodowe | Międzynarodowe | Międzynarodowe |
| ----------------------------- | -------------- | -------------- | -------------- | -------------- | -------------- | -------------- | -------------- | -------------- | -------------- | -------------- | -------------- | -------------- | -------------- | -------------- | -------------- | -------------- | -------------- |
| Mistrzostwa świata            | 1              | 1              | 1              | 1              |                |                |                |                |                |                |                |                |                |                |                |                |                |
| Mistrzostwa Europy            |                |                | 1              | 1              |                |                |                |                |                |                |                |                |                |                |                |                |                |
| Krajowe                       |                |                |                |                |                |                |                |                |                |                |                |                |                |                |                |                |                |
| Mistrzostwa Wielkiej Brytanii | 1              | 1              | 1              | 1              |                |                |                |                |                |                |                |                |                |                |                |                |                |

## Nagrody i odznaczenia
- Order Imperium Brytyjskiego (MBE – Kawaler orderu)[2]
- Światowa Galeria Sławy Łyżwiarstwa Figurowego – 1977[3]